# هارولد روبرت بيري
هارولد روبرت بيري (بالإنجليزية: Harold Robert Perry)‏ هو قسيس أمريكي، ولد في 9 أكتوبر 1916 في ليك تشارلز في الولايات المتحدة، وتوفي في 17 يوليو 1991 في Marrero, Louisiana ‏ في الولايات المتحدة.